# Kledin
Kledin a 12. században, 1116 - 1117-ben, II. István király idejében volt Horvátország bánja. Kristó Gyula szerint bizonytalalan, hogy hatásköre kiterjedt volna Dalmácia és Szlavónia területére is.
A történészek közül többen őt tartják a magyar uralom alatti első horvát bánnak. Nevével elsőként egy 1111 körüli feljegyzésben találkozunk, amelyben comesként (gróf) szerepel azon a gyűlésen, melyet Kálmán király Zára  előtt tartott. Kledin nevét bánként két zárai forrás is megőrizte. Az első egy dicsőítő ének, melybe az ő nevét is belefoglalták és a király tiszteletére évente kétszer, ünnepi  alkalmakkor énekeltek Zárában. Az ének keletkezési ideje  nem  ismert,  de mindenképpen az 1105  és  1116  között időszakra tehető.  A másik zárai forrás fennmaradt Kledin bán esküjének a szövege, amelyet a Zára polgárai előtt tett II. István uralkodásának a kezdetén. Kledin esküjének szövege hasonló, mint amilyet Kálmán tett a tengermelléki városok előtt. Ekkor a bán valószínűleg 1116 körül a dalmáciai magyar birtokokat fenyegető velencei hadjárat miatt tartózkodott Zárában. Kledin 1116-ban Zára városának megerősítette Kálmán királytól kapott kiváltságokat. Ez bizonyíték arra, hogy a magyar királyok idejétől a bán a király nevében tulajdonképpen uralkodói hatalmat gyakorolt.